# Мільєна
Мільєна (валенс. Millena, ісп. Millena) — муніципалітет в Іспанії, у складі автономної спільноти Валенсія, у провінції Аліканте. Населення — 243 особи (2022).

## Географія
Муніципалітет розташований на відстані близько 340 км на південний схід від Мадрида, 44 км на північ від Аліканте.

## Демографія
Динаміка населення (INE ):